# Jesús María de Berrones
Jesús María de Berrones är en ort i Mexiko.   Den ligger i kommunen Doctor Arroyo och delstaten Nuevo León, i den centrala delen av landet, 500 km norr om huvudstaden Mexico City. Jesús María de Berrones ligger 1 600 meter över havet och antalet invånare är 208.
Terrängen runt Jesús María de Berrones är varierad. Runt Jesús María de Berrones är det mycket glesbefolkat, med 5 invånare per kvadratkilometer. Närmaste större samhälle är La Unión y el Cardonal, 10,2 km sydväst om Jesús María de Berrones. Omgivningarna runt Jesús María de Berrones är i huvudsak ett öppet busklandskap.